# Дежавю
Дежавю́ (фр. déjà vu фр.: [deʒa vy] ( прослухати) — вже бачене) — психічний стан, коли людина відчуває, що вона колись вже була в такій ситуації, проте це відчуття не зв'язується з певним моментом минулого, а належить до «минулого взагалі». Дежавю зазвичай супроводжується відчуттям чудасії і нереальності того, що відбувається. Деякі, до того ж, «відчувають до дрібниць», що відбудеться в найближчі кілька хвилин (deja prevu). Вони бувають впевнені в тому, що здатні передбачити майбутнє, хоч науково дежавю не є підтвердженим. Це аномалія пам'яті, завдяки якій присутнє відчуття досвіду в поєднанні з неможливістю обставин.
Термін був вперше використаний французьким психологом Емілем Буараком (1851—1917) у книзі L'Avenir des sciences psychiques (Психологія майбутнього).
Протилежний термін Жаме Вю (jamais vu) — ніколи не бачене. Стан, коли людина в звичній обстановці відчуває, що вона тут ніколи не була.
Виділяють два типи дежавю: патологічна дежавю, яка зазвичай асоціюється з епілепсією та іншими симптомами, такими як галюцинації, і може бути показником неврологічних або психіатричних захворювань, та непатологічний тип, характерний для здорових людей, приблизно дві третини яких мали досвід дежавю протягом життя. Люди, які більше подорожують або переглядають більше фільмів частіше за інших відчувають дежавю. Крім того, люди також схильні відчувати дежавю більше в незвичайних умовах або під високим тиском, і дослідження показують, що досвід дежавю також зменшується з віком.

## Прояви
Стан дежавю подібний повторному перечитуванню давно прочитаної книги або перегляду фільму, який ви раніше дивилися, але вже зовсім забули, про що вони. Ви не можете згадати, що відбудеться в наступну мить, але по ходу подій розумієте, що в деталях бачили ці кілька хвилин як реакцію на кілька послідовних подій. Вся сила переживання дежавю складається у відчутті, немов були сотні варіантів, як міг пройти цей момент, але ви наче надали перевагу всім попереднім діям (правильним чи хибним для вас), в результаті яких вам було «визначено» опинитися саме в цій ситуації й цьому місці.
Враження від дежавю може бути таким сильним, що спогади про нього можуть зберегтися на роки. Однак, як правило, людині не вдається відновити в пам'яті ніяких подробиць про ті події, про які, як йому здається, він пам'ятав, коли відчував дежавю.
Стан дежавю супроводжується деперсоналізацією: реальність стає розпливчатою і неясною. Користуючись термінологією Фрейда, можна сказати, що настає «дереалізація» особистості — ніби заперечення її реальності. Він виходив з припущення, відповідно до якого в основі цього явища лежать несвідомі фантазії людини. Відчуття «вже баченого» відповідає, за його словами, «спогаду про несвідомої фантазії». В якості ілюстрації він навів приклад власного швидкоплинного переживання «вже баченого», що виникло на основі емоційного стану, що стало приводом для появи несвідомої фантазії, яка виникла у нього в результаті бажання поліпшити своє становище як практикуючого лікаря.
Бергсон визначав дежавю «спогадом про сьогодення»: він вважав, що сприйняття реальності в цей момент раптово роздвоюється і частково ніби переноситься в минуле.
Дежавю досить поширене явище, дослідження показують, що до 97 % здорових людей відчували цей стан принаймні один раз в житті, а хворі на епілепсію значно частіше. Однак його не вдається викликати штучно і кожна конкретна людина його відчуває рідко. З цієї причини наукові дослідження дежавю проводити складно.
Також існує думка, що можливою причиною явища «дежавю» може бути зміна способу кодування часу головним мозком. При цьому процес найпростіше представити як одночасне кодування інформації як «справжнє» і як «минуле» з одночасним переживанням цих процесів. У зв'язку з цим відчувається відрив від реальності.
Російський автор Андрій Курган у роботі «Феномен дежа вю», досліджуючи структуру часу в стані дежавю, приходить до висновку, що фактичною причиною переживання є нашарування двох ситуацій: колись пережитої уві сні і пережитої в сьогоденні. Умовою такого нашарування є зміна структури часу, коли майбутнє вторгається в сьогодення, тим самим оголюючи для людини його глибинний екзистенційний проект. Так само А.Курган на матеріалі історії первісних племен досліджує можливість походження нашого сучасного стану дежавю зі свідомості наших доісторичних предків.
За визначенням психоаналітика В. М. Лейбіна: «в даний час (2001 рік) розумним можна вважати припущення, що ефект дежавю може бути викликаний попередньою несвідомою обробкою інформації, наприклад, уві сні. У тих випадках, коли людина зустрічає в реальності ситуацію, сприйняту на несвідомому рівні, і вдало змодельовану мозком, досить близьку до реальної події, і виникає дежавю. Таке пояснення добре підтверджується високою частотою появи дежавю у здорових людей».
Дані сучасних (2018 рік) досліджень психолога Державного університету Колорадо Енн Клірі (Colorado State University psychologist Anne M. Cleary), що опубліковані в журналі «Асоціація психологічних наук» (Current Directions in Psychological Science), описують останні висновки про дежавю, в тому числі багато спільних рис, які існують між дежавю і нашим вмінням пам'яті впізнавати людину.
За результатами досліджень сформувалася думка про те, що події та епізоди, які ми переживаємо, зберігаються у нашій пам'яті як окремі елементи чи фрагменти цієї події. Дежавю може виникати, коли конкретні аспекти поточної ситуації нагадують певні аспекти ситуацій, що раніше виникали; якщо між елементами нової та старої ситуацій багато перекриття, схожостей, то ми отримуємо сильне відчуття знайомого.